# Eksemption
I den katolske kirke indebærer eksemption at en institution eller person bliver løst (eksempteret) fra biskoppens eller metropolitens kirkeretslige overhøjhed. De kan i så fald stilles under en særlig udpeget embedsmand eller (sædvanligvis) direkte under paven. I det sidste tilfælde kaldes institutionen immediat (umiddelbar).
Institutioner der kan eksempteres, er: bispedømmer, klostre og ordener. Eksempler på immediate bispedømmer er Bispedømmet København og samtlige bispedømmer i Schweiz. Immediate klostre kaldes territorialabbedier.